# 帕弗紐角
帕弗紐角（英語：Parvenu Point），是南極洲的海岬，位於葛拉漢地西岸的法利埃海岸，處於普爾夸帕島北端，在1936年由英國探險隊測量，現時由南極條約體系管理。